# Hydrellia karenae
Hydrellia karenae är en tvåvingeart som beskrevs av Canzoneri 1996. Hydrellia karenae ingår i släktet Hydrellia och familjen vattenflugor. Inga underarter finns listade i Catalogue of Life.